# World Rally Car
World Rally Car of WRC is een term die refereert aan een pakket van regels in de rallysport, opgezet door de FIA, en die gebruikt wordt als voornaamste klasse in het Wereldkampioenschap Rally. De WRC-specificaties werden door de FIA in 1997 geïntroduceerd, als opvolger van Groep A.
De technische regels stellen dat World Rally Cars worden gemaakt op basis van een productiewagen, die tot een minimumaantal van 2500 worden gebouwd. De auto´s mogen tot een bepaald principe aangepast worden, waaronder tot maar niet meer dan:
- Motor met een cilinderinhoud van niet meer dan 1.6-liter. (Voor 2011 was dit 2.0-liter)
- Turbolader waar gebruik wordt gemaakt van een Anti-Lag System.
- Vierwielaandrijving.
- Sequentiële versnellingsbak.
- Aerodynamische onderdelen.
- Gewichtsaanpassing tot minimaal 1230 kg.
- Chassis versterkt door middel van een rolkooi.

In tegenstelling tot Groep A, hoeft er geen serie aan voorbeelden worden geproduceerd voor homologatie. De auto´s hoeven ook geen karakteristieken te tonen van het productiemodel, zoals de Peugeot 206, 307, Citroën Xsara en de Škoda Fabia, die allen geen straatversie variant hebben met turbo- of vierwielaandrijving. Om kracht te verminderen, wordt er gebruikgemaakt van een restrictor met een diameter van 34 mm. Officieel reikt de auto tot 300 Pk, echter de latere WRC´s schijnen rond de 330-340 Pk te produceren, ondanks deze restrictie. Het gaat hierdoor voornamelijk over de efficiëntie van de motor, in plaats van de absolute kracht die het produceert.
In 1997 was Subaru de eerste constructeur die zich kampioen mocht noemen onder het nieuwe WRC-reglement, de rijders titel ging naar Tommi Mäkinen met de Groep A Mitsubishi Lancer. Mäkinen pakte de titel nogmaals in 1998 en 1999. In 2000 was Marcus Gronholm de eerste die de rijders titel pakte met een World Rally Car.

## Lijst van World Rally Cars

### 1997-2011

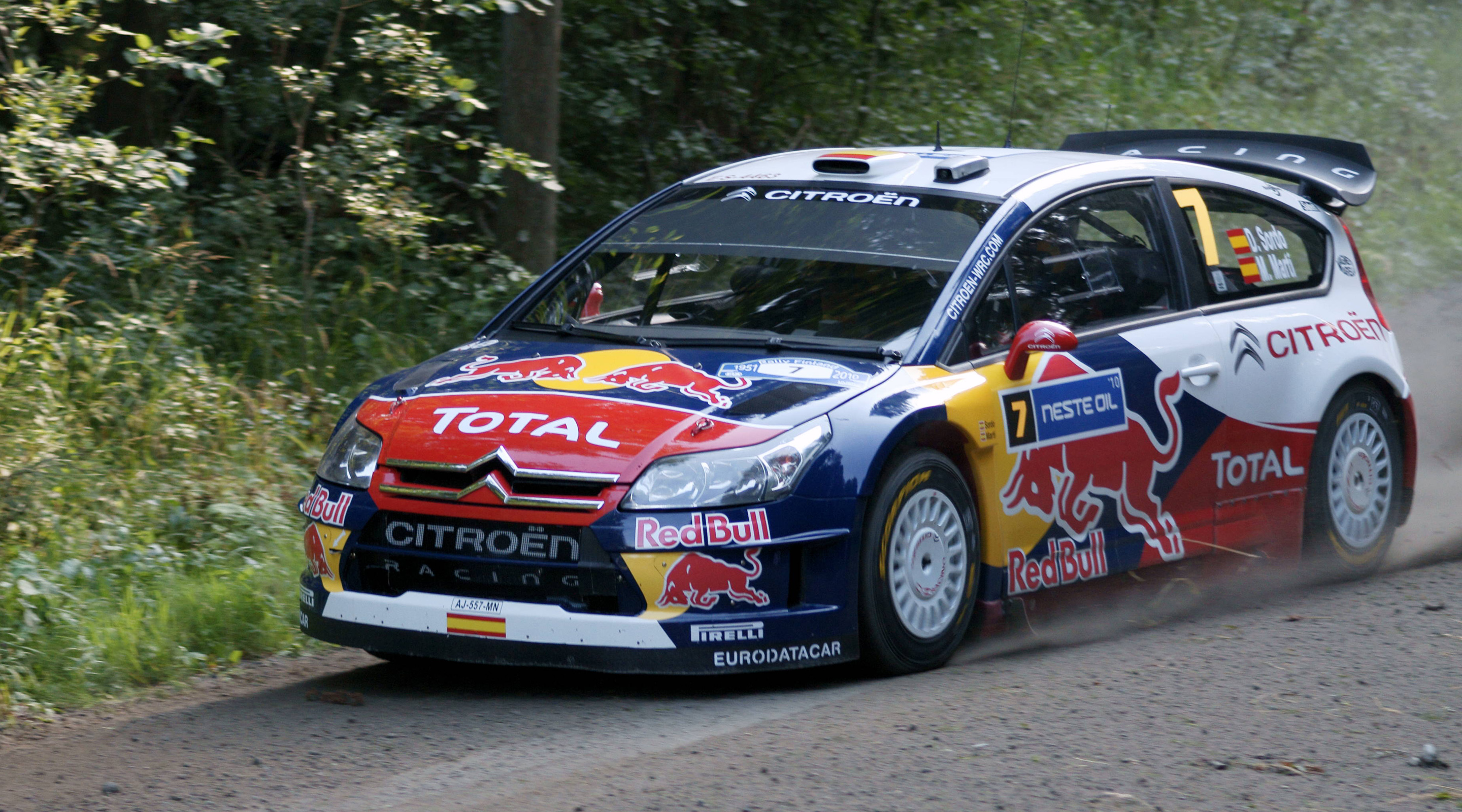
Citroën C4 WRC (2007-2010)

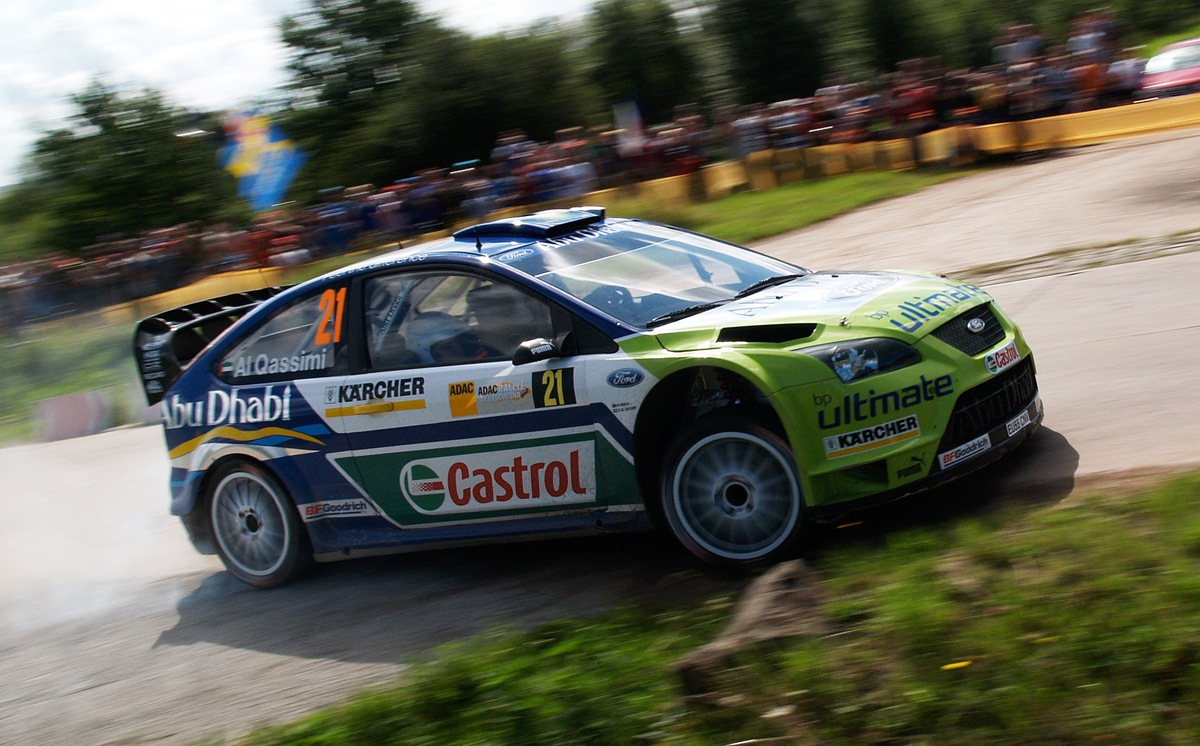
Ford Focus RS WRC (2006-2010)

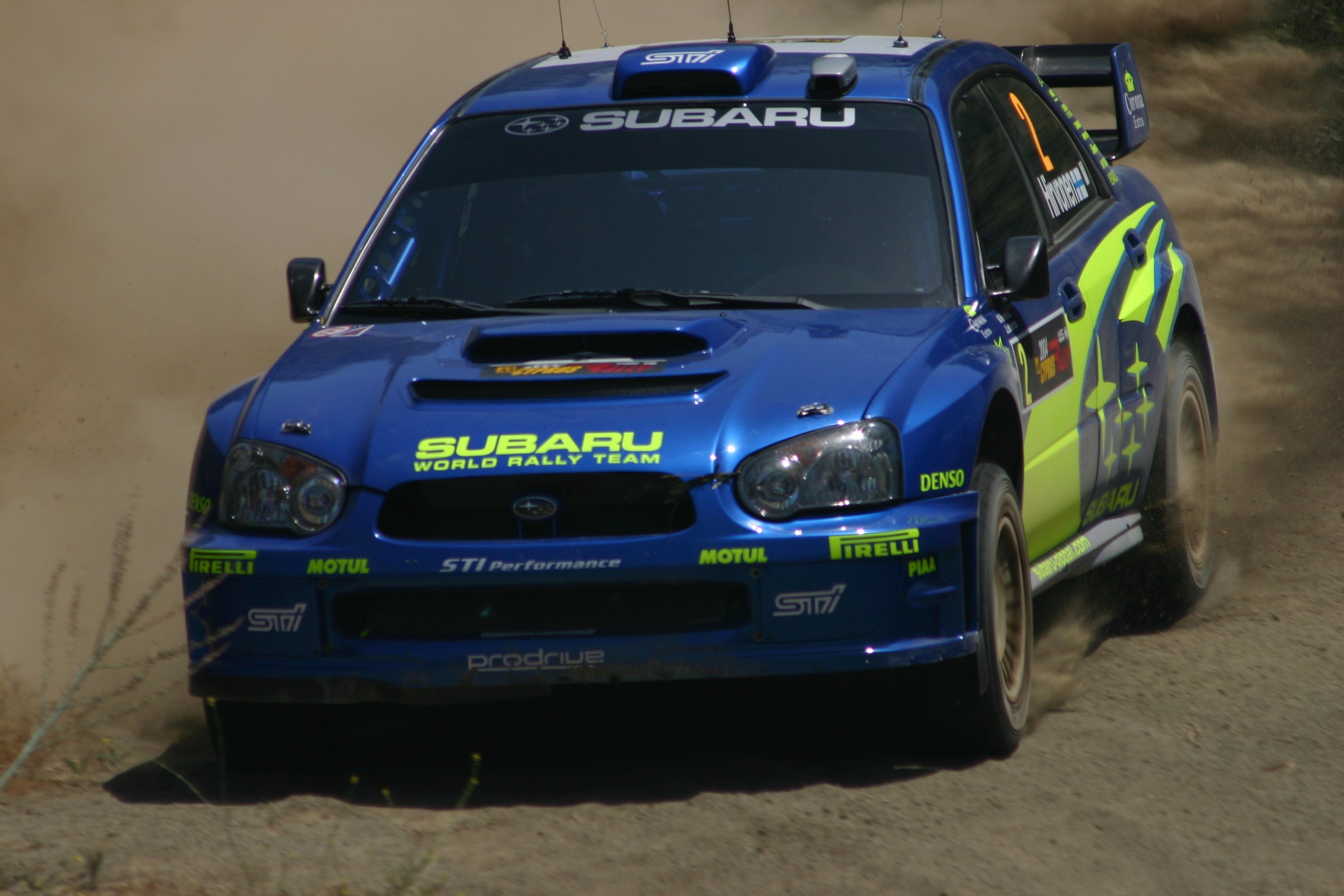
Subaru Impreza WRC (2003-2005)

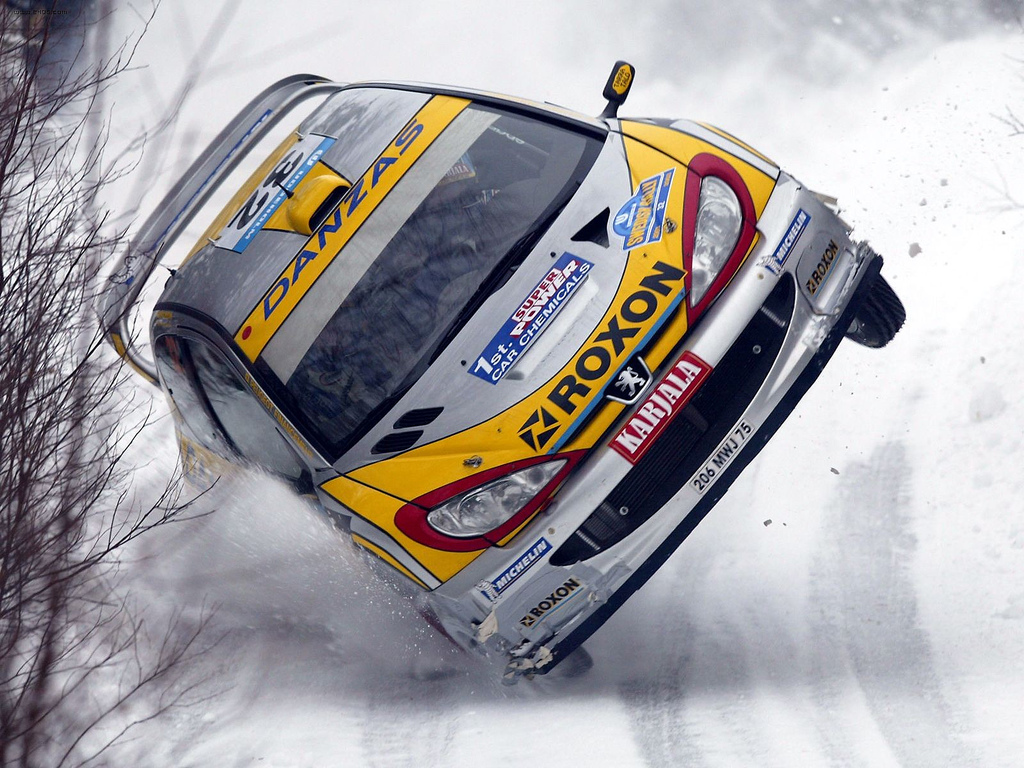
Peugeot 206 WRC (1999-2003)

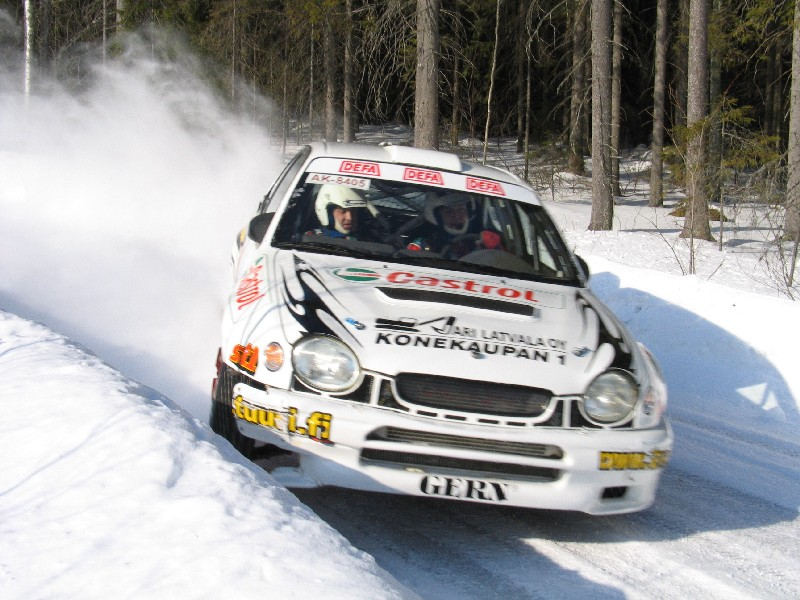
Toyota Corolla WRC (1997-1999)

| Merk       | Model                    | Actief    | Wins | Tot. | Ref.  |
| ---------- | ------------------------ | --------- | ---- | ---- | ----- |
| Citroën    | Citroën Xsara Kit Car    | 1999      | 2    | 70   | [ 1 ] |
| Citroën    | Citroën Xsara WRC        | 2001-2006 | 32   | 70   | [ 1 ] |
| Citroën    | Citroën C4 WRC           | 2007-2010 | 36   | 70   | [ 1 ] |
| Ford       | Ford Escort WRC          | 1997-1998 | 2    | 46   | [ 2 ] |
| Ford       | Ford Focus WRC           | 1999-2010 | 44   | 46   | [ 2 ] |
| Subaru     | Subaru Impreza WRC97     | 1997      | 8    | 35   | [ 3 ] |
| Subaru     | Subaru Impreza WRC98     | 1998      | 3    | 35   | [ 3 ] |
| Subaru     | Subaru Impreza WRC99     | 1999      | 6    | 35   | [ 3 ] |
| Subaru     | Subaru Impreza WRC2000   | 2000      | 3    | 35   | [ 3 ] |
| Subaru     | Subaru Impreza WRC2001   | 2001      | 2    | 35   | [ 3 ] |
| Subaru     | Subaru Impreza WRC2002   | 2002      | 1    | 35   | [ 3 ] |
| Subaru     | Subaru Impreza WRC2003   | 2003      | 4    | 35   | [ 3 ] |
| Subaru     | Subaru Impreza WRC2004   | 2004      | 6    | 35   | [ 3 ] |
| Subaru     | Subaru Impreza WRC2005   | 2005      | 2    | 35   | [ 3 ] |
| Subaru     | Subaru Impreza WRC2006   | 2006      | 0    | 35   | [ 3 ] |
| Subaru     | Subaru Impreza WRC2007   | 2007      | 0    | 35   | [ 3 ] |
| Subaru     | Subaru Impreza WRC2008   | 2008      | 0    | 35   | [ 3 ] |
| Peugeot    | Peugeot 206 WRC          | 1999-2003 | 24   | 27   | [ 4 ] |
| Peugeot    | Peugeot 307 WRC          | 2004-2005 | 3    | 27   | [ 4 ] |
| Toyota     | Toyota Corolla WRC       | 1997-1999 | 4    | 4    | [ 5 ] |
| Mitsubishi | Mitsubishi Lancer WRC    | 2001      | 0    | 0    | [ 6 ] |
| Mitsubishi | Mitsubishi Lancer WRC 04 | 2004      | 0    | 0    | [ 6 ] |
| Mitsubishi | Mitsubishi Lancer WRC 05 | 2005      | 0    | 0    | [ 6 ] |
| Seat       | Seat Córdoba WRC         | 1998      | 0    | 0    | [ 7 ] |
| Seat       | Seat Córdoba WRC Evo 2   | 1999      | 0    | 0    | [ 7 ] |
| Seat       | Seat Córdoba WRC Evo 3   | 2000      | 0    | 0    | [ 7 ] |
| CZE Skoda  | Skoda Octavia wrc WRC    | 1999      | 0    | 0    | [ 8 ] |
| CZE Skoda  | Skoda Octavia WRC Evo 2  | 2000      | 0    | 0    | [ 8 ] |
| CZE Skoda  | Skoda octavia WRC Evo 3  | 2002      | 0    | 0    | [ 8 ] |
| CZE Skoda  | Skoda Fabia WRC          | 2003      | 0    | 0    | [ 8 ] |
| CZE Skoda  | Skoda Fabia WRC 05       | 2005      | 0    | 0    | [ 8 ] |

### 2011-heden
| Merk       | Model                  | Van  | Tot  |
| ---------- | ---------------------- | ---- | ---- |
| Citroën    | DS3 WRC                | 2011 | 2019 |
| / Ford     | Fiesta RS WRC          | 2011 | 2021 |
| / Ford     | Ford Puma WRC          | 2022 | -    |
| / Hyundai  | i20 WRC                | 2014 | 2015 |
| / Hyundai  | New generation i20 WRC | 2016 | -    |
| Mini       | John Cooper Works WRC  | 2011 | 2013 |
| Volkswagen | Polo R WRC             | 2013 | 2016 |